# Walter Plumer
Walter Plumer (v. 1682-1746), de Cavendish Sqare et Chediston Hall, Suffolk, est un homme politique whig britannique qui siège à la Chambre des communes entre 1719 et 1741.

## Jeunesse
Plumer est le fils aîné survivant de John Plumer, un riche marchand londonien de Blakesware, Hertfordshire, et de son épouse Mary Hale, fille de William Hale de King's Walden, Hertfordshire. Ses frères Richard Plumer et William Plumer (1686-1767) sont également au Parlement. Il fait ses études au Collège d'Eton en 1698 et est admis à Peterhouse, Cambridge le 26 avril 1699, à l'âge de 16 ans. En 1702, il est admis au Gray's Inn. Il épouse Elizabeth Hanbury, fille de Thomas Hanbury de Kelmarsh, Northamptonshire. Il hérite des domaines de son père dans le Berkshire, l'Essex et le Middlesex en 1719. En 1722, il acquiert le domaine de Chediston Hall dans le Suffolk.

## Carrière
Il est élu avec le soutien du gouvernement en tant que député d'Aldeburgh le 3 décembre 1719, après avoir dépensé de l'argent contre les intérêts opposés de Lord Strafford. Peu après avoir pris place, il se prononce en faveur du projet de loi sur la pairie et continue à soutenir le gouvernement pour le reste de ce Parlement. Il est réélu sans opposition aux élections générales de 1722 mais se prononce ensuite contre le gouvernement sur les estimations de l'armée. En 1725, il est nommé à un comité chargé de rédiger les articles pour la destitution de Lord Macclesfield et devient l'un des responsables de l'affaire.
Plumer perd le soutien du gouvernement pour Aldeburgh et ne s'est pas présenté aux élections générales de 1727. Sackville Tufton (7e comte de Thanet) le nomme député d'Appleby lors d'une élection partielle le 24 janvier 1730. Il devient l'un des principaux porte-parole des Whigs de l'opposition et s'engage activement pour obtenir l'abrogation du droit sur le sel en 1730 et s'oppose à sa réimposition en 1732. Il est l'un des membres les plus modérés de son parti et plutôt que d'insister sur le rejet formel du projet de loi d'accise, il estime que leur but a été atteinte par l'abandon du projet de loi, et pense que Walpole a subi une mortification suffisante. Lors du scrutin pour une commission des fraudes à la douane, il obtient plus de voix que tout autre député de l'opposition. Il est de nouveau réélu pour Appleby aux élections générales de 1734. Il soutient les non-conformistes et demande l'abrogation du Test Act en 1736 et prononce son dernier discours enregistré sur le sujet en 1739. Il se retire du Parlement aux Élections générales britanniques de 1741.
Plumer est décédé sans descendance le 2 mars 1746 et est enterré à Eastwick, Hertfordshire. Ses domaines sont passés à son frère William.